# 피하투여
피하투여(subcutaneous administration, 皮下投與) 또는 피부밑투여는 주사나 주입을 통해 피부 아래쪽에 직접 약물을 투여하는 방법이다.
피하주사(subcutaneous injection, 皮下注射) 또는 피부밑주사는 표피와 진피 바로 아래에 위치한 층인 피하조직에 일시주사로, 즉 주사기로 한 번에 주사하는 방식이다. 이때 사용하는 도구는 피하주사침과 주사기이다. 피하주사는 인슐린, 모르핀, 디아세틸모르핀(헤로인), 고세렐린 등의 약물을 투여하는 데에 아주 효과적이다. SC, SQ, subcu, sub-Q, SubQ, subcut. 등으로 줄여 부를 수 있다. 혼란을 일으키지 않도록 subcut으로 줄여 부르는 것이 선호된다.
피하조직에는 혈관이 적으므로 약물을 피하조직에 주사하면 느리게 지속적으로 약물을 흡수시킬 수 있으며, 종종 데포주사와 같은 효과를 어느 정도 보일 수 있다. 다른 약물 투여 방식과 비교하였을 때, 근육주사보다는 느리지만 경피주사보다는 빠르다. 피하주입(subcutaneous infusion, 皮下注入) 또는 피부밑주입은 비슷한 용어이지만 주사기로 한 번에 주사하는 방식이 아닌, 수액 팩과 라인을 이용하여 지속적으로 점적주입하는 방식을 말한다.

## 의학적 이용

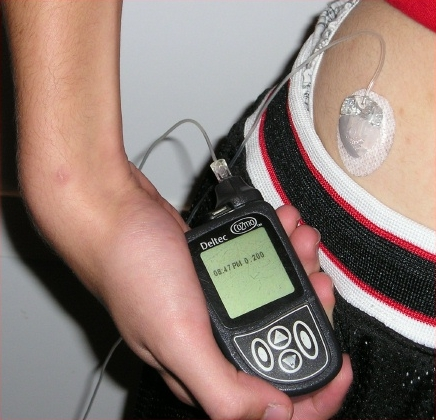
피하주입을 이용한 인슐린 펌프

피하주사는 표피와 진피 아래에 위치한 피하조직의 지방조직으로 투여된다. 특히 약물이 위장관계에서 흡수되지 않아 경구 투여가 불가능한 경우에 흔히 사용된다. 피하주사는 물질이 정맥주사나 근육주사로 투여되었을 때보다 느리게 흡수되나, 경구로 투여했을 때보다는 빠르게 흡수된다.:721

### 약물
피하투여로 흔히 투여되는 약물에는 인슐린, 단클론항체, 헤파린 등이 있다. 이 약물들은 창자에서 흡수하기에는 분자의 크기가 너무 커서 입으로 투여할 수 없다. 경구 투여보다 생체이용률을 늘리고 빠른 효과를 보기 위해 피하주입을 사용할 수도 있다. 또한 병상에 누워 있는 사람에게 가장 쉽게 수행할 수 있는 비경구적 투여 방식이기도 하며, 다른 종류의 주사 방법보다 통증이나 감염 등의 부작용이 적다.

#### 인슐린
피하로 투여하는 가장 흔한 약물 중 하나는 인슐린이다. 1920년대 이래로 인슐린을 경구 투여하기 위한 시도들이 있어 왔으나, 인슐린 분자의 크기가 커서 흡수가 잘되는 제형은 만들기 어려웠기 때문에 인슐린을 피하주사하기 시작했다. 제1형 당뇨병 환자의 경우 거의 항상 치료에 인슐린을 필요로 하며, 제2형 당뇨병 환자의 일부도 인슐린을 치료에 이용할 때가 있다.
역사적으로 인슐린은 바이알에서 주사기와 주사침을 이용하여 주사하였으나, 현재에 들어서는 주사펜이나 인슐린 펌프 등의 기기를 이용하여 피하투여하기도 한다. 인슐린 펌프는 피하조직에 삽입하는 카테터로 만들어졌으며, 같은 주사 부위를 통해 여러 번 인슐린을 투여할 수 있도록 한 자리에 고정하여 사용한다.:722

#### 오락 목적의 사용
피하주사는 오락용 약물을 자가투여하는 사람들이 자주 이용하는 투여 경로이다. 이는 피부 파핑이라고도 불린다. 이러한 방식으로 불법 약물을 투여하는 것은 감염이나 기타 다른 부작용을 일으킬 수 있다. 드물게는 AA 아밀로이드증과 같은 심각한 부작용의 원인이 되기도 한다. 피하로 투여한다고 보고된 오락용 약물에는 코카인, 메페드론, 혹은 PMMA 등의 암페타민 유도체들이 있다.

## 금기증
피하주사의 금기증은 주로 투여하는 약물에 따라 달라진다. 한 번에 2mL보다 많은 용량을 투여해야 하는 경우 피하투여하지 않는다. 조직에 괴사를 일으키거나, 손상을 입히거나, 자극할 수 있는 약물도 피하로 투여해서는 안된다. 특정 부위에 염증이나 피부 손상이 있는 경우 그 부위에는 주사를 해서는 안된다.:144

## 위험과 합병증
2mL 이하의 정상적인 용량을 투여한 경우 합병증이나 부작용은 매우 드물다. 피하주사 후에 나타나는 가장 흔한 부작용은 주사부위반응이라고 하는데, 이는 주사한 부위 근처에서 벗어나지 않는 발적, 종창, 가려움증, 멍, 다른 종류의 자극 등을 의미한다. 반복적인 주사가 필요한 경우 주사 부위를 이전에 주사한 부위에서 1인치(2.54cm)가량 움직이거나, 아예 다른 주사 부위를 이용하여 주사부위반응을 최소화할 수 있다. 한편 투여하는 약물에 따라 특이적으로 나타날 수 있는 합병증도 있다.

## 기술

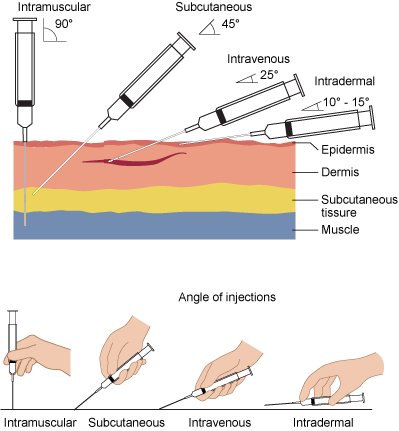
피하주사와 다른 주사법들의 주사 각도를 비교하는 그림

주사할 부위를 깨끗이 한 뒤, 주사기와 주사침을 사용할 때에는 피부에 대해 45도 각도로, 주사펜을 사용할 때에는 90도 각도로 주사한다. 적절한 주사 각도는 사용하는 주사침의 길이나, 주사를 받는 사람의 피하지방 깊이에 따라 달라진다. 헤파린과 같은 약물은 항상 90도로 주사한다. 비스듬히 주사할 때에는 주사하기 전에 주사 부위의 피부와 피부 아래 조직을 엄지와 검지를 이용해 위로 집어 당겨준다. 바늘을 단번에 찔러 넣은 후, 주사할 때에는 1mL당 10초 정도로 천천히 약물을 주입한다. 약물을 완전히 주사하기 위해서 주사를 마친 뒤 주사침을 10초 정도 주사 부위에 남겨 두고, 통증을 줄이기 위해 바늘의 위치를 바꾸지 않고 그대로 뺀다.:724

### 장비
주사기를 이용하는 경우 주사침의 게이지(구경)는 25G에서 27G까지 사용할 수 있으며, 길이는 1⁄2인치에서 5⁄8인치까지 다양하다.:722 주사펜 등의 기기를 이용하는 피하주사에서는 더 가는 바늘을 이용하여 보통은 30~32G, 가늘게는 34G까지 사용할 수 있다. 또한 길이도 3.5~5mm 정도로 짧은 것을 쓸 수 있다. 한편 펌프를 이용하여 피하주사를 하는 경우도 있다. 펜이나 펌프 등의 기기를 사용하는지 여부, 사람마다 다른 피부층 등에 따라 적절한 주사침의 크기와 길이는 달라질 수 있다.:722–724

### 주사 부위

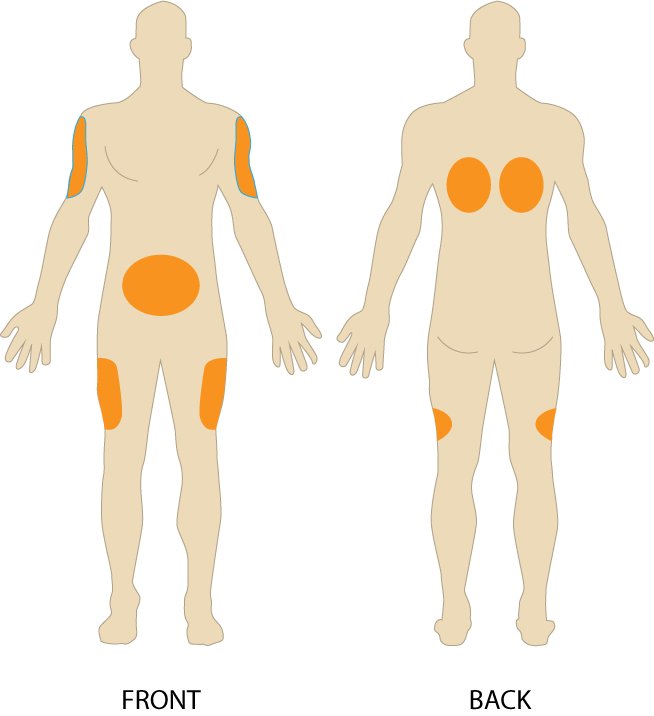
피하주사 부위

흔히 이용되는 피하주사 부위는 다음과 같다.:723
- 위팔의 바깥쪽
- 배꼽 주변에서 5cm 정도 떨어진 복부
- 넓적다리 앞쪽, 그중에서도 넓적다리 상단에서 10cm, 무릎에서 위쪽으로 10cm 떨어진 부분
- 등의 윗부분
- 골반뼈 바로 뒤의 볼기 윗부분

어떤 약물을 투여할지에 따라 주사 부위를 선택한다. 헤파린은 거의 항상 복부로 투여한다. 자주 주사하거나 반복적으로 주사해야 하는 경우 주사할 때마다 다른 부위에 하거나, 같은 부위에 할 때는 이전에 주사했던 부위에서 1인치가량 떨어진 곳에 주사한다.:724

### 자가투여
근육주사나 정맥주사와 달리, 피하주사는 기술이나 훈련이 크게 필요하지 않으며 쉽게 시행할 수 있다. 자가투여를 할 때 주사 부위는 의료 전문가가 주사할 때와 다르지 않으며, 그림이나 영상 자료, 연습을 위한 모형 등을 통해 주사 기술을 교육할 수 있다. 피하주사로 약물을 자가투여할 사람들은 주사 부위에 합병증이 발생하였는지 평가하는 방법과, 합병증이 생겼을 때 주사 부위를 어디로 바꿔야 할지 등에 대해 숙지하여야 한다. 감염의 위험은 극도로 낮으므로 병원 바깥에서 피하주사로 자가투여를 시행할 때에 피부 소독이 필요하지는 않으나, 투여 이전에 주사 부위와 주사를 하는 사람의 손을 청결히 할 것을 권장한다.

## 같이 보기
- 근육 주사